# 푸른 말 머리 성운
푸른 말머리 성운(영어: Blue Horsehead Nebula)은 전갈자리에 있는 반사 성운이다. 전갈자리 누의 별 중 하나가 이 반사 성운이 발하는 빛의 원천으로, 반지름은 40 광년이다. 오리온자리에 위치한 암흑 성운인 말머리 성운(바너드 33; Barnard 33)과는 다르다.
한편, 뱀주인자리 분자 구름 집합체에 분포해 있는 항성 간 가스 및 먼지 무리들은 중성 수소 영역, 일산화 탄소, 그리고 IRAS 관측에 의해 연구되었다. 일반적인 적외선 강도-먼지의 광학적 깊이와 중성 수소 영역 간의 연관성은 부근의 영역의 작은 규모에서는 차이가 있음이 밝혀져 깨지고 말았다. 초기 항성에서 발생하는 강한 자외선 영역과 충격파가 이 차이를 설명할 수 있다. 일산화 탄소 분자로 부터의 총체적인 분출은 먼지의 광학적 깊이와 연관성이 있다. 이 연관성은 일산화탄소 분자와 수소 원자의 원주 밀도 간의 전환계수를 계산하는 데 이용되었다. 초기 항성에서 가까운 곳에 위치한 이 지역에서 상당한 적외선 분출이 감지되지만, 일산화탄소 분출은 미미

하다.